# 陆操
陆操（?—?），字仲志，河南洛阳人。
陆俟幼子陆騏驎的孙子，在东魏官至廷尉卿。崔季舒向高澄報告薛寘之妻元氏甚美，高澄计划將元氏騙至府內予以奸淫，元氏坚决拒绝。高澄让崔季舒将她移送廷尉府治罪，陆操以無罪釋之。天保年間，終官殿中尚书，卒於任上。有子陆孔璋。